# Kōmyō (Kaiserin)

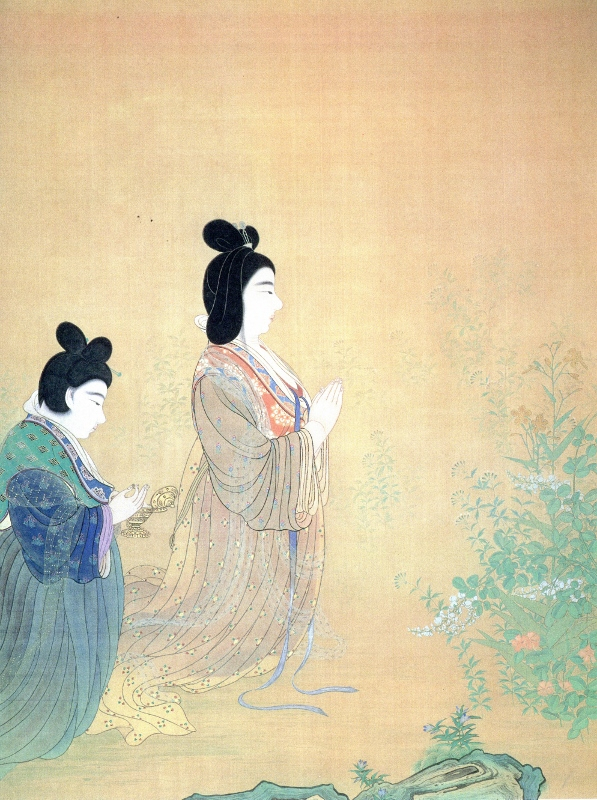
Kaiserin Kōmyō

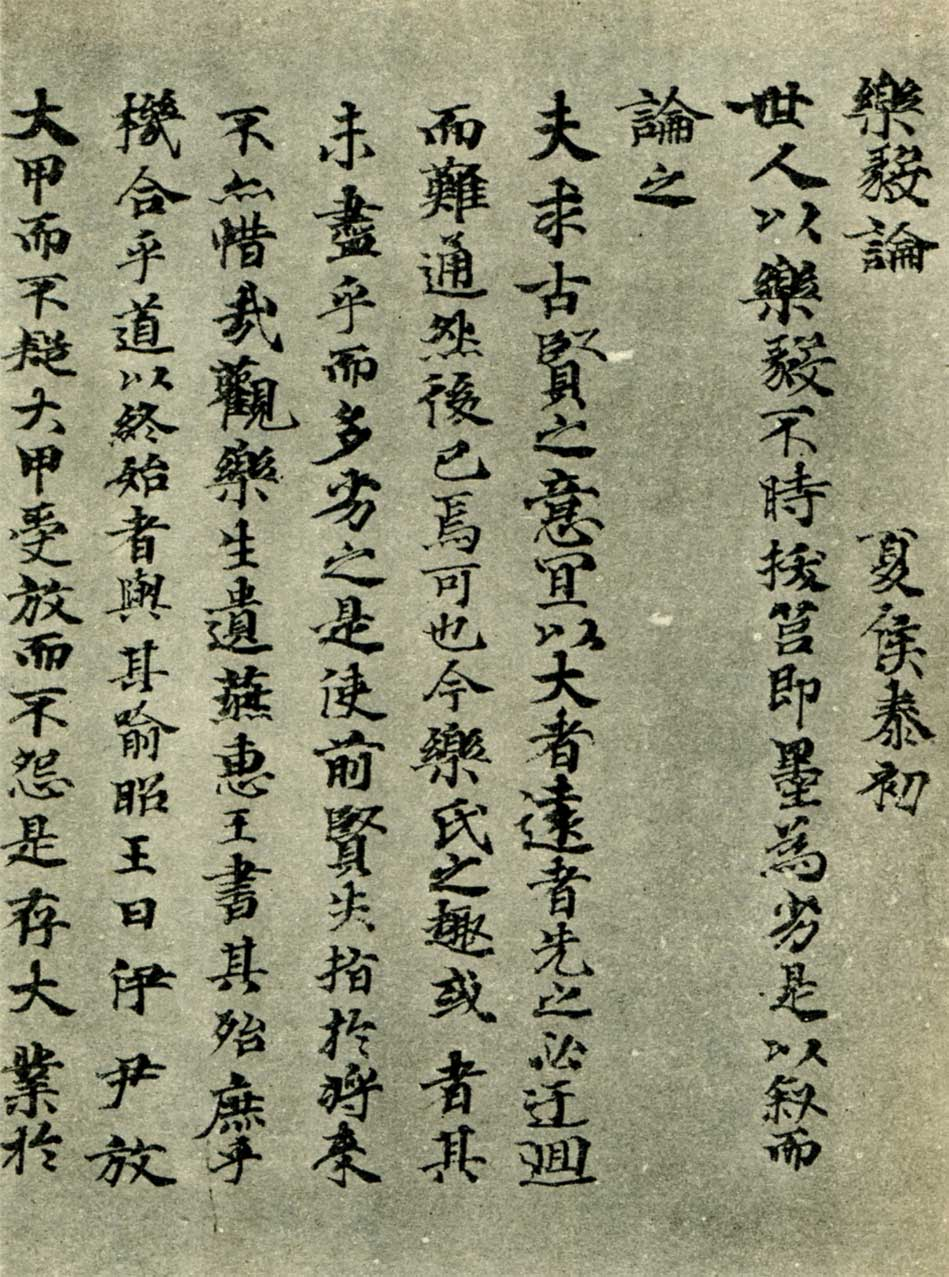
Handschrift der Kaiserin. (Shōsō-in)

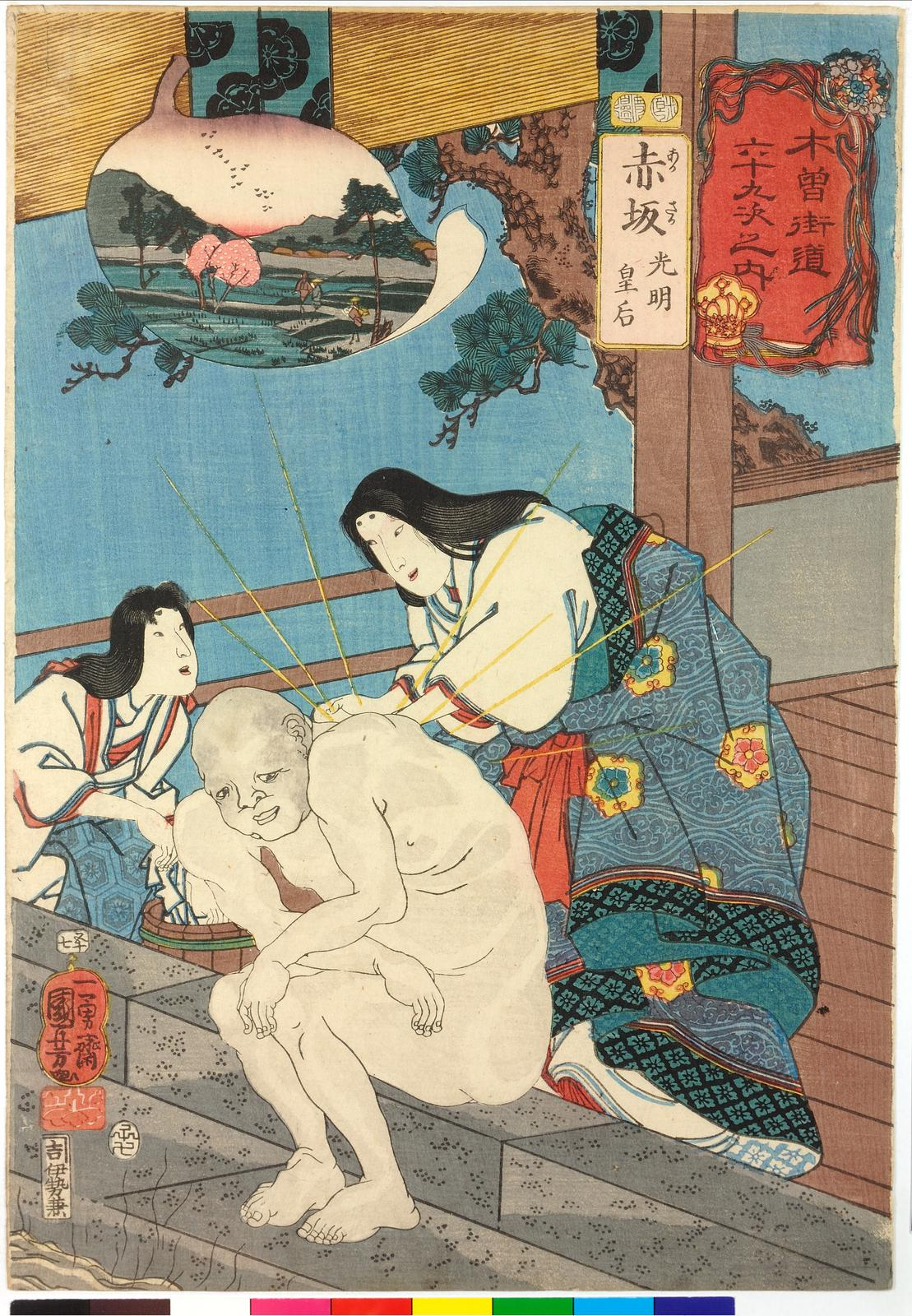
Utagawa Kuniyoshi „Akasaka Kōmyō-kōgō“

Kaiserin Kōmyō (japanisch 光明 皇后, Kōmyō-kōgō; geboren 701; gestorben 23. Juli 760) war die Gemahlin des 45. Kaisers Shōmu (701–749).

## Leben
Kaiserin Kōmyō war die Tochter von Fujiwara no Fuhito und von Agata Inukai no Michiyo (県 犬養三 千代). Ihr Name war Prinzessin Anjuku (安宿媛, Anjuku-hime), wurde aber wegen ihrer strahlenden Schönheit auch Kōmyōko (光明子) genannt. Im Alter von 16 Jahren wurde sie eine Nebenfrau des Kaisers Shōmu. Prinz Motoi (基皇子), der nach der Krönung von Shōmu geboren wurde, starb kurz danach. Nachdem die Probleme beseitigt waren, die aufgrund des Zwischenfalls mit Prinz Nagaya aufgetreten waren, wurde sie 729 Kaiserin, die erste, die nicht aus der kaiserlichen Familie stammte.
Kōmyō errichtete einen Kaiserinpalast und erbte das Haupteigentum und die Villa von ihrem Vater Fuhito. Sie setzte ihre ganze Kraft ein für die Verbreitung des Buddhismus, ließ die Seyakuin (施薬院) und Hidenin (悲田院), das waren Gebetsstätten für das einfach Volk bauen, und wie von Shōmu begonnen, die Kokubun-ji (国分寺), Kokubunnan-ji (国分尼寺) und den Tōdai-ji für die höhere Gesellschaft errichten. Aus der Vielzahl dieser Tätigkeiten kam es zu einer Legende, dass sie den Schmutz von 1000 Menschen im Badezimmer selbst abgewaschen und den Eiter von Leprakranken aufgesaugt habe.
Im Jahr 749 wurde Kōmyō mit der Krönung ihrer Tochter Abeuchi Shinnō (Kaiserin Kōken) Kaiserinwitwe. Sie bezog die Villa Shiminakadai (紫微中台), blieb aber weiter politisch aktiv. So ernannte sie ihren Neffen Fujiwara no Nakamaro zum Sekretär, um die Kontrolle über die nationalen Angelegenheiten zu behalten. 755 empfing sie den Tang-Mönch Jianzhen (孝謙) vor der Großen Buddha-Halle mit Seibu (聖武) und Koken (孝謙). 757, als Shōmu zusammenbrach, stiftete sie dem Großen Buddha des Tōdai-ji 600 Objekte, die er geliebt hatte. Diese Sammlung wird bis heute in der von ihr errichteten Schatzkammer Shōsō-in aufbewahrt. Ihre Worte „Wenn ich die Gegenstände sehe, die dem Kaiser gefielen, weine ich und weine jeden Tag“, verdeutlichen ihre Gefühle für ihren Ehemann Shōmu.
Es ist ein von Kōmyō geschriebener Text mit der Überschrift „Tōsanjō“ (藤三娘) überliefert, und den sie unterzeichnet hat. Er ist mit dem Stempel „Sekizen Fuji-ie“ (積善藤家) – etwa „Gute Werke des Hauses Fuji“ versehen. Das zeigt den Stolz einer Person, die aus einer so angesehenen Familie, nämlich der Fujiwara, stammt. Im Vergleich zu Shōmus zarter Handschrift fällt auf, dass die ihre flüssig und kühn ist. Es ist überliefert, dass sie sich selbst mit der etwas früher lebenden chinesischen Kaiserin Wu Zetian (625–705) verglichen hat.